# Russkaja Poljana (Oblast' autonoma ebraica)
Russkaja Poljana (in lingua russa Русская Поляна) è un centro abitato dell'Oblast' autonoma ebraica, situato nel Birobidžanskij rajon.